# 空撮
空撮（英語:Aerial Shoot）とは、航空機（飛行機・ヘリコプター）等から撮影すること。写真の場合は空中写真ともいう。
報道以外でも、映画撮影などにも利用されている。またヒートアイランドの調査などには赤外線カメラなども使われている。

## 概要

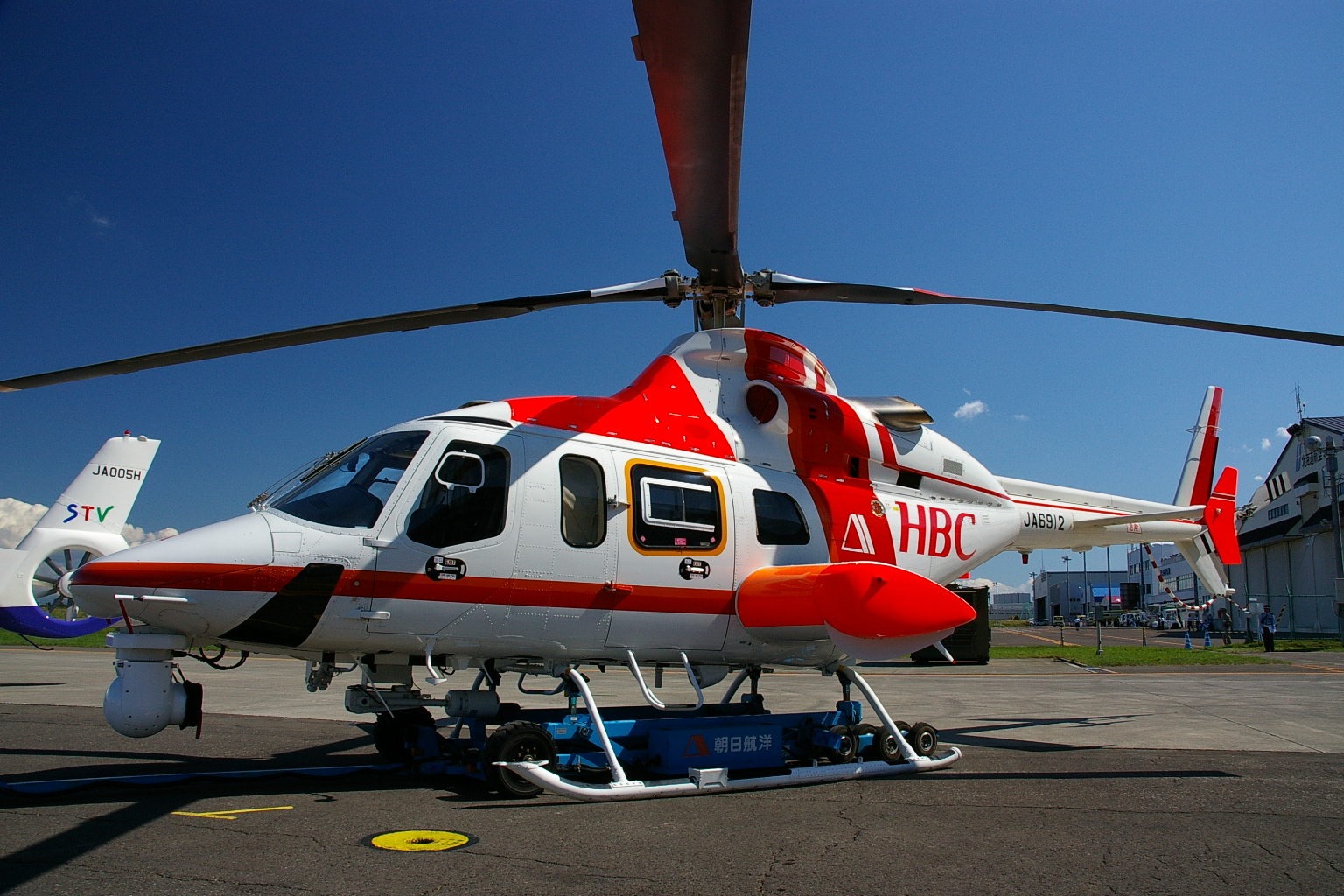
朝日航洋の報道取材ヘリ（HBC仕様ベル430）

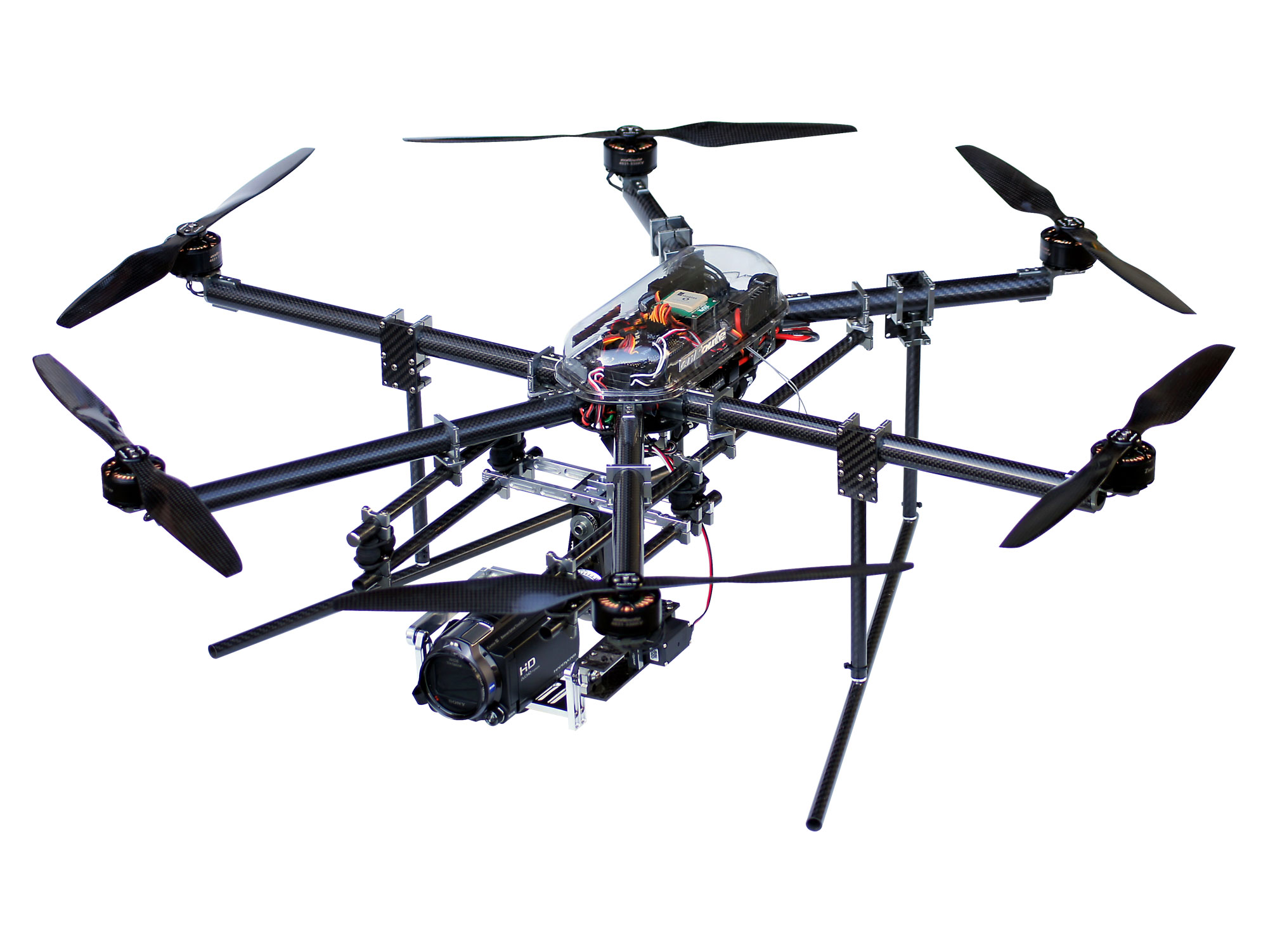
空撮用のマルチコプター

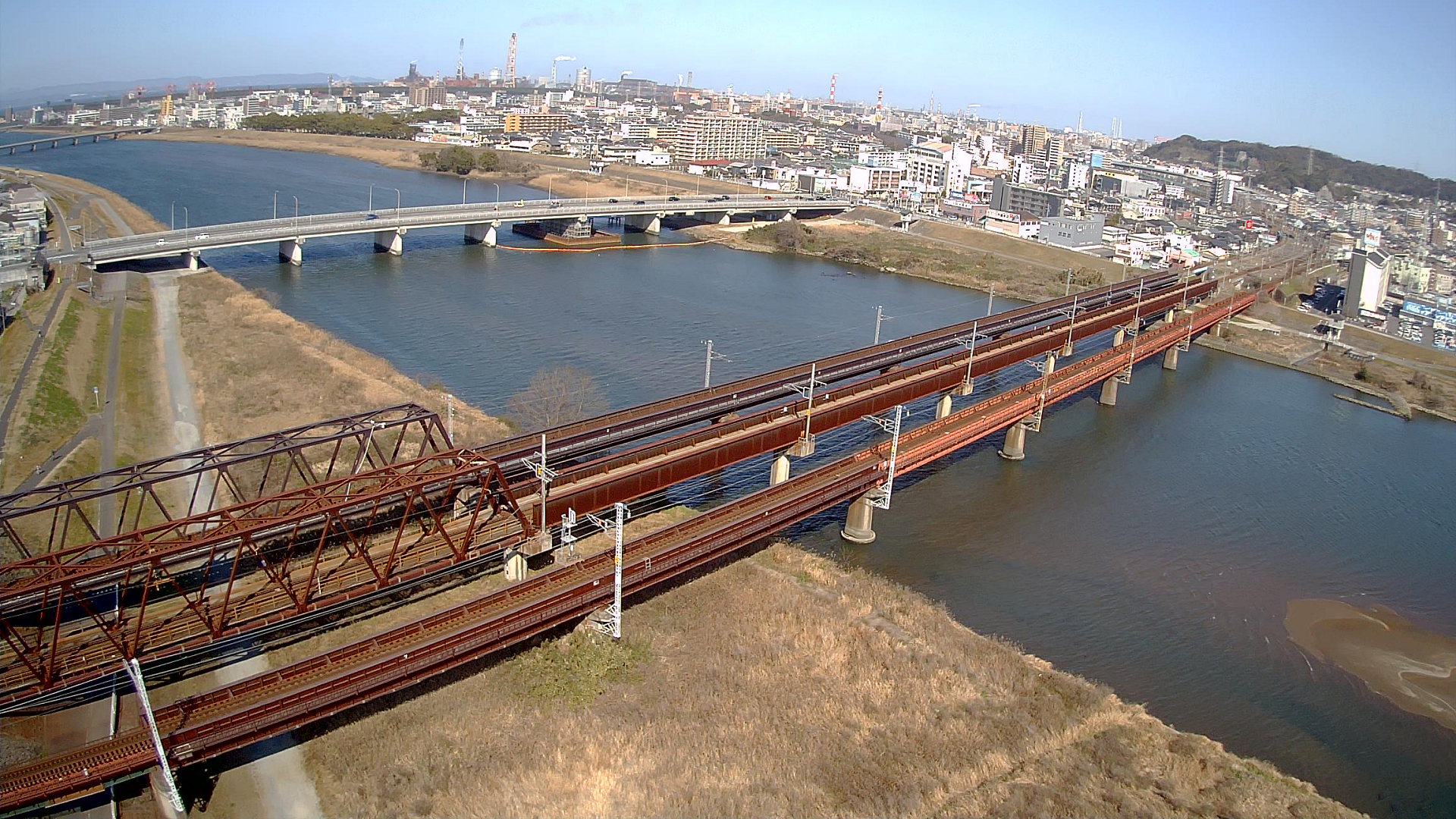
ドローンによる空撮

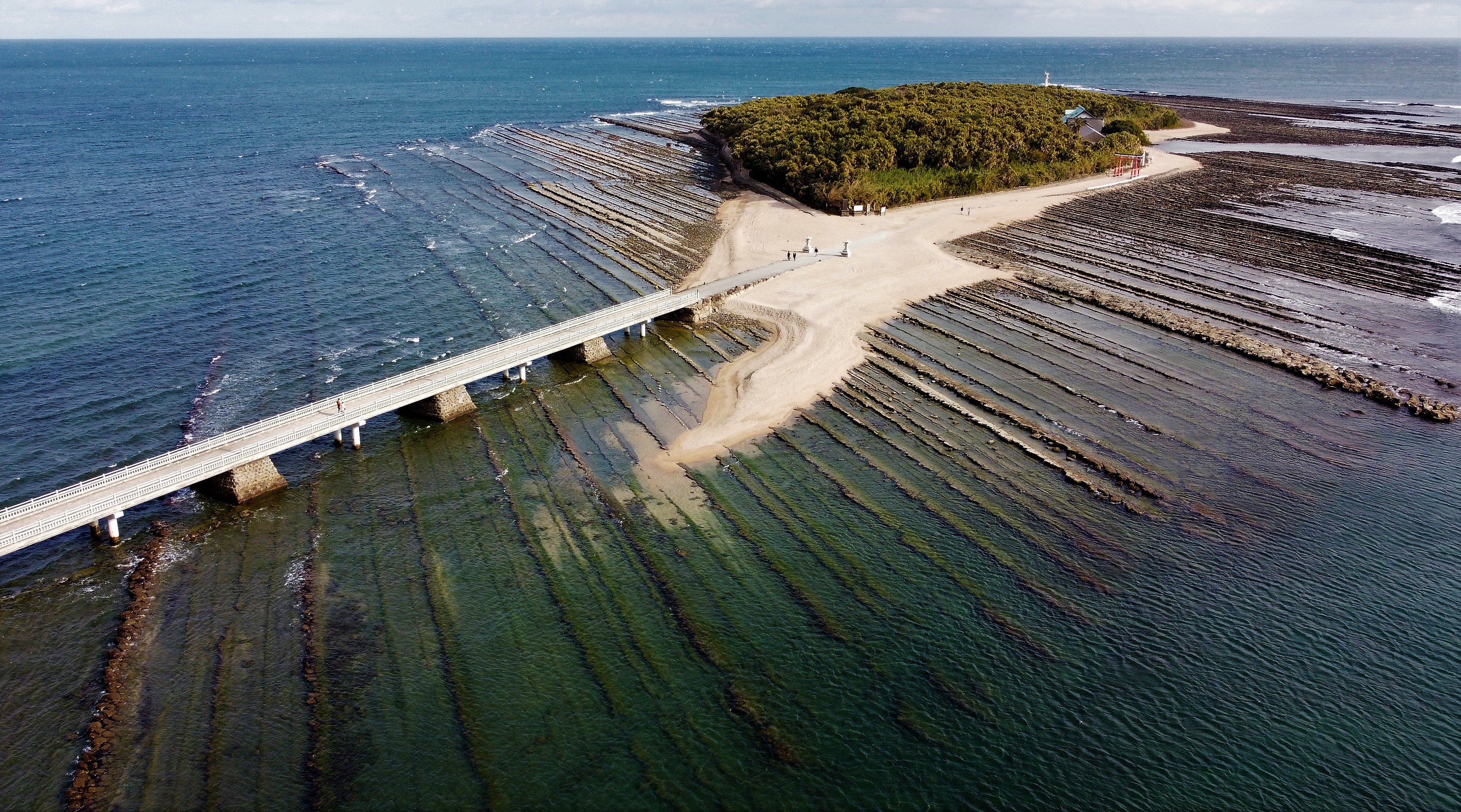
DJI Mini2による空撮画像（青島 (宮崎県)）

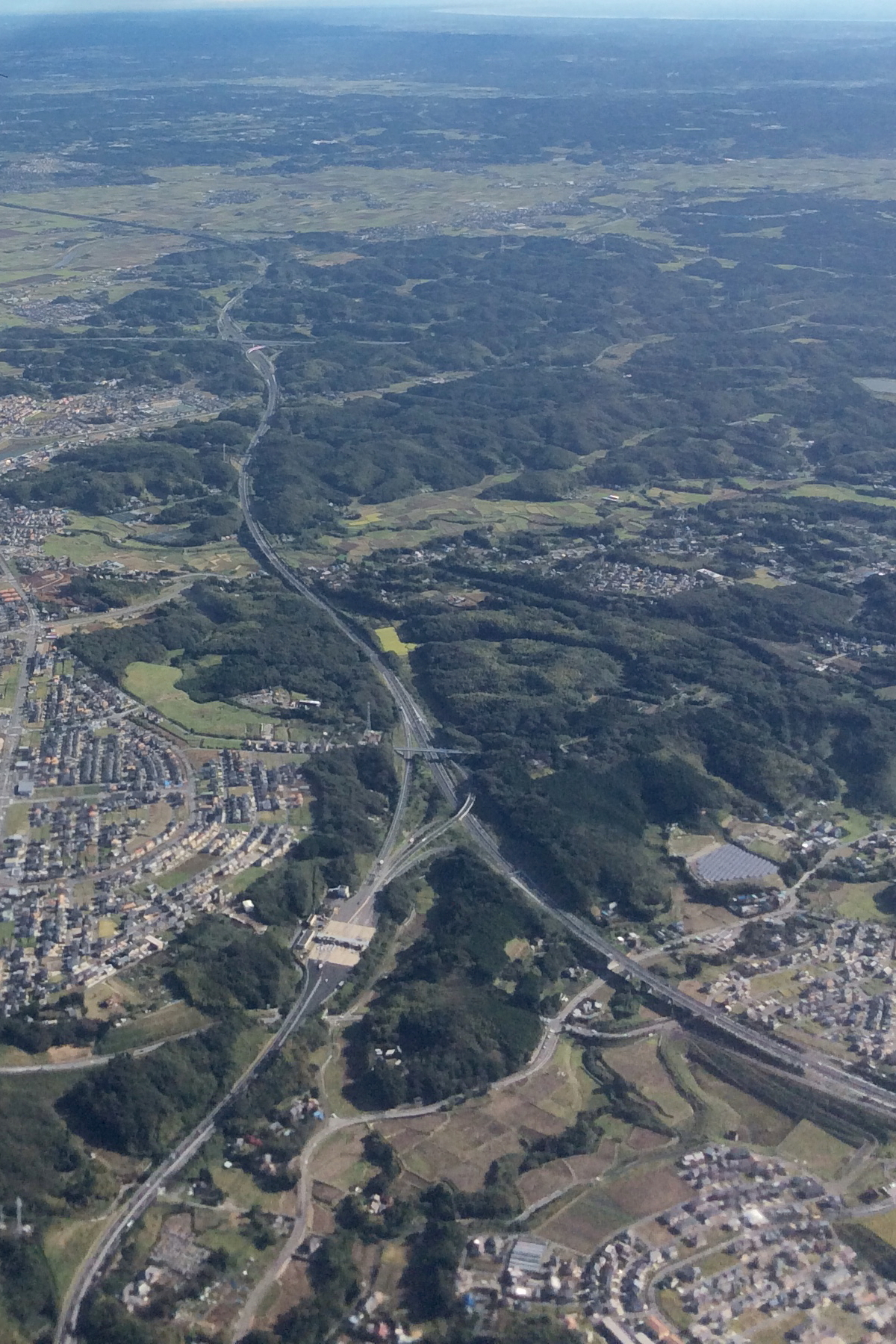
木更津南ジャンクションの空撮
（館山自動車道）

以前は航空機の機内でカメラを肩に担ぎ、身を乗り出して撮影するのが主流であったが、機体からの振動が撮影映像に出やすいこともあり、簡易防振装置として簡易防振装置が出現した。しかし、簡易防振装置でも振動が映像に振動が出ることもあり、さらにジャイロを搭載したスタビライザーカメラが登場した。
空撮に使用する機体の運行は朝日航洋のような航空事業会社が請け負うのが一般的だが、朝日新聞社では自社で報道機を運行している。
従来は低高度の空撮は困難であり、風船などが使用されていたが、2010年代にはマルチコプターなどを利用した低高度での空撮も行われるようになった。

## 主な実績
映像作品
ニュース
その他

### 空中撮影に関連した会社の一覧
- enRoute
- Hexamedia